# Azofra
Azofra ist ein Ort und eine Gemeinde (municipio) mit 201 Einwohnern (Stand: 2024) am Jakobsweg (Camino Francés) in der Autonomen Gemeinschaft La Rioja, Spanien.

## Lage und Klima
Der Ort Azofra liegt am Mittellauf des Río Tuerto etwa 35 km (Fahrtstrecke) westlich der Provinzhauptstadt Logroño in einer Höhe von ca. 560 m. Die Stadt Santo Domingo de la Calzada ist nur gut 14 km in westlicher Richtung entfernt. Das Klima ist gemäßigt bis warm; Regen (ca. 615 mm/Jahr) fällt übers Jahr verteilt.

## Bevölkerungsentwicklung
| Jahr      | 1857 | 1900 | 1950 | 2001 | 2018 |
| Einwohner | 505  | 655  | 767  | 327  | 200  |

Infolge der Mechanisierung der Landwirtschaft, der Aufgabe bäuerlicher Kleinbetriebe und des daraus resultierenden geringeren Arbeitskräftebedarfs auf dem Land sind in der zweiten Hälfte des 20. Jahrhunderts viele Familien in die Städte abgewandert (Landflucht).

## Wirtschaft
Die Gemeinde war und ist seit Jahrhunderten landwirtschaftlich geprägt. Im Ort selbst hatten sich Gewerbetreibende aller Art niedergelassen. Heute spielt der Pilgertourismus eine gewisse Rolle im Wirtschaftsleben des Ortes.

## Geschichte
Keltische, römische, westgotische und selbst islamisch-maurische Spuren wurden auf dem Gemeindegebiet bislang nicht entdeckt. Die Rückeroberung (reconquista) durch die Christen fand Ende des 9. bzw. zu Beginn des 10. Jahrhunderts statt. Der Ortsname wurde erstmals im Jahr 989 aufgrund einer Schenkung des navarrischen Königs García Sanchez II. an das Kloster San Juan de la Peña erwähnt. Durch den Pilgerweg nach Santiago de Compostela erlebte der Ort im Mittelalter einen gewissen Aufschwung. Im 14. Jahrhundert schenkte Peter I. von Kastilien den Ort an seinen Getreuen Ortiz de Zúñiga, dessen Nachfahren noch bis ins 19. Jahrhundert die Grundherrschaft (señorio) über den Ort ausübten.

## Sehenswürdigkeiten

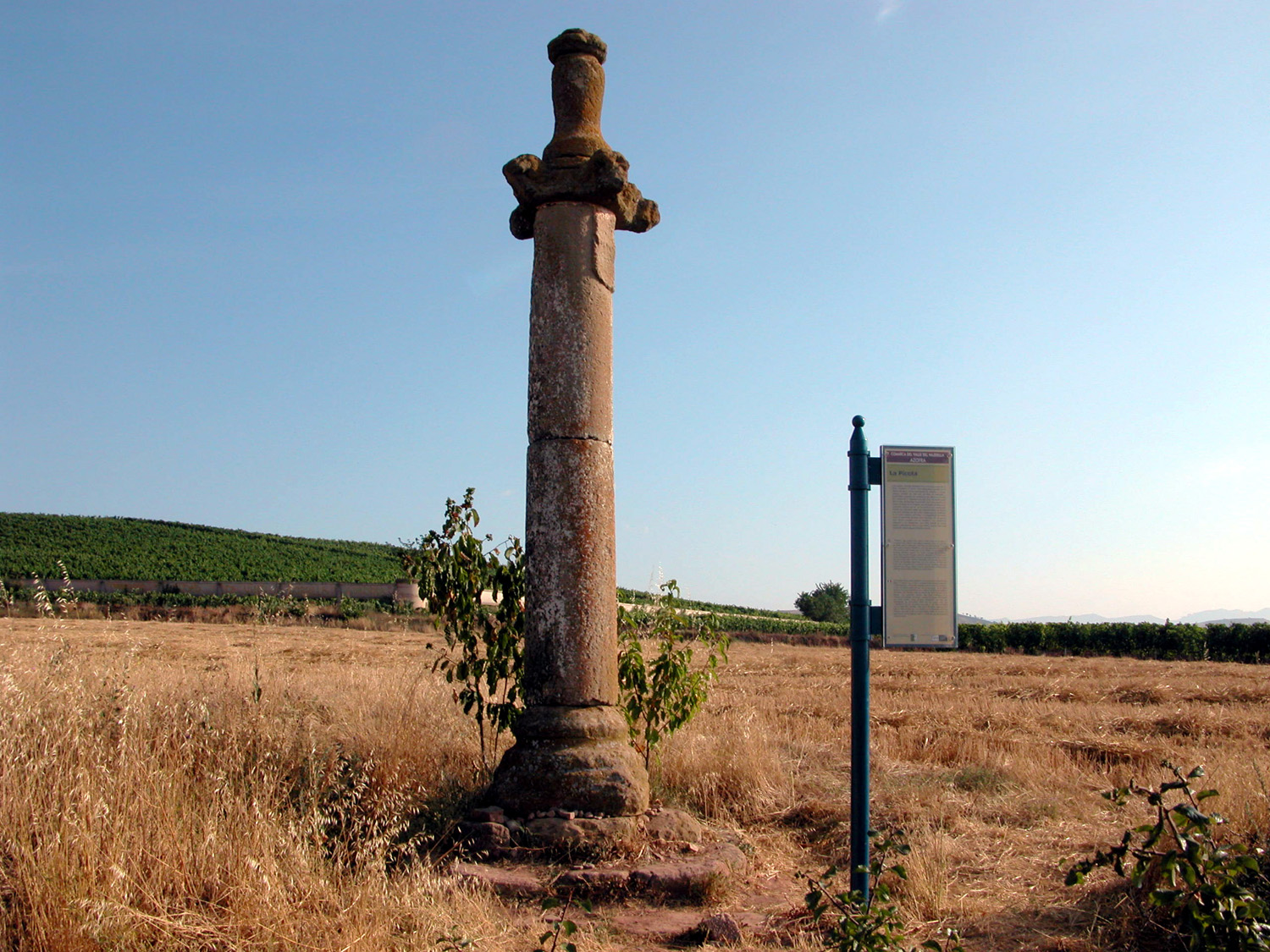
Gerichtssäule (rollo oder picota)

- Die einschiffige Pfarrkirche Nuestra Señora de los Ángeles ist ein Bau des 17./18. Jahrhunderts; sie steht an der höchsten Stelle des Ortes. Ungewöhnlich ist die Platzierung des Glockenturms (campanario) am südöstlichen Segment der polygonal gebrochenen Apsis. Das auf der Südseite der Kirche befindliche Eingangsportal ist durch einen Portikus geschützt. Das Altarretabel (retablo) aus dem 17. Jahrhundert zeigt zahlreiche Schnitzfiguren.[4]
- Das im Jahr 1168 von einer gewissen Doña Isabel de Azofra gestiftete Pilgerhospiz ist nicht mehr erhalten.
- Unmittelbar neben der Kirche gibt es eine Pilgerherberge, die von Mitgliedern der Santiago-Freunde Köln eingerichtet wurde. Weitere Pilgerherbergen werden vom Dorf bzw. privat betrieben.
- Am Dorfausgang Richtung Cirueña befindet sich die Pilgerquelle Fuente de Romeros.

Umgebung
- Etwa 1 km westlich des Ortes steht eine kürzlich restaurierte Gerichtssäule (rollo).[5]